# إيمانويل ديرمان
إيمانويل ديرمان (بالإنجليزية: Emanuel Derman)‏ (و. 1946 – م) هو عالم اقتصاد، وفيزيائي، وأستاذ جامعي، ومصرفي من الولايات المتحدة الأمريكية . ولد في كيب تاون .

## التعليم
تعلم في جامعة كولومبيا، وجامعة كيب تاون

## مناصب وهيئات
أدار جامعة كولومبيا.